# Paul Kennerley
Paul Kennerley (* 1948 in Hoylake, Merseyside, England) ist ein englischer Songwriter und Produzent. Er hat in dieser Funktion 1978 die Alben White Mansions und 1980 The Legend of Jesse James verwirklicht. Trotz der Beteiligung von Stars wie Waylon Jennings, Jessi Colter und Mitgliedern der Ozark Mountain Daredevils im ersteren Fall und Levon Helm, Johnny Cash, Emmylou Harris, Charlie Daniels und Rosanne Cash im zweiten Fall waren die künstlerisch ambitionierten Projekte kommerziell nicht erfolgreich.
In White Mansions stellen die beteiligten Musiker in ihren Liedern jeweils verschiedene Charaktere dar und es wird versucht, den Sezessionskrieg aus der Sicht von Menschen aus den Südstaaten zu verarbeiten. Dieselbe Darstellungsform über das Leben von Jesse James wurde in The Legend of Jesse James versucht.
Da beide Projekte nicht nur kommerziell erfolglos waren, sondern auch von unabhängigen Zeitungen wie der Los Angeles Tribune kritisiert wurden, hat sich Paul Kennerley, der zeitweise mit Emmylou Harris verheiratet war, in den Folgejahren auf das Liederschreiben konzentriert.